# Žiga Zois
Baron Žiga (Sigismundus)  Zois pl. Edelstein, bolje znan kot Žiga Zois [žíga cójs], , slovenski razsvetljenec, gospodarstvenik, podjetnik, mecen in mineralog, * 23. november 1747, Trst, † 10. november 1819, Ljubljana.

## Življenje
Oče Žige Zoisa, Michelangelo Zois, se je iz Cacodellija (Berbenno di Valtellina v pokrajini Bergamo) priselil v Ljubljano, kjer je obogatel, se poročil z Ljubljančanko Ivano Kappus pl. Pichlstein in pridobil plemiški naslov. Ukvarjal se je s fužinarstvom. Posestva (družina je imela v lasti tudi grad Brdo pri Kranju), hiše in fužine je po njem podedoval sin Žiga. Žigov brat Karel je poznan kot botanik.
Žiga Zois se je najprej šolal zasebno, nato pa je odpotoval v Italijo in tam ostal dve leti, da bi si dopolnil izobrazbo. Veliko je potoval in sklepal nova poznanstva. Že tedaj so se pojavili prvi znaki putike, ki je zaznamovala vse njegovo nadaljnje življenje. Po vrnitvi v domovino se je samostojno izobraževal, posebej na področju naravoslovja, kjer je sodeloval z Baltazarjem Hacquetom. Zbral je obsežno knjižnico.
Zaradi cvetoče trgovine z železom je njegovo bogastvo naglo raslo. Bil je najbogatejši Slovenec svojega časa, vendar je po prihodu Napoleonove vojske na Kranjsko in po vzpostavitvi Ilirskih provinc doživel precejšen gospodarski polom.
V zadnjih letih življenja je zaradi napredovanja protina postopoma ohromel. Skupaj s svojim kovačem je zasnoval invalidski voziček, s katerim se je lahko premikal po stanovanju. Pozimi je bil kljub temu po več mesecev skupaj priklenjen na bolniško posteljo. Pred smrtjo je želel javno pokazati, da je katoliški vernik. Pogreba pri svetem Krištofu se je udeležila velika množica ljudi, vodil ga je ljubljanski škof Avguštin Gruber.
Po njem se imenuje najvišja državna nagrada in najvišje priznanje za dosežke na področju znanstvenoraziskovalne in razvojne dejavnosti, to sta Zoisova nagrada in Zoisovo priznanje.

## Delo
Po letu 1780 so se v njegovi hiši na Bregu v Ljubljani zbirali napredni slovenski razsvetljenci. V Zoisov krožek so spadali Jurij Japelj, Blaž Kumerdej, Jernej Kopitar, Anton Tomaž Linhart, Valentin Vodnik, Feliks Anton Dev in drugi. Zois je bil njihov mecen, materialno jih je podpiral, spodbujal in usmerjal ter bil tako središčna osebnost. Njegov pogled na svet je bil racionalističen in empirističen, bil je tudi deist. S francosko revolucijo se ni strinjal.
Iz njegove obširne korespondence je videti, da se je zavzemal za ideale izobrazbe in vzgoje, ki sta glavni pogoj za materialni in duhovni napredek. Ukvarjal se je s široko paleto humanističnih in naravoslovnih dejavnosti. Razsvetljenski ideali so se manifestirali predvsem v tvorbi Zoisovega kroga, ki je bil nosilec takratnih teženj po prenovi slovenskega jezika kot duše narodne identitete. Delovanje kroga je bilo usmerjeno v izobraževanje neukega ljudstva ter v splošni in gospodarski napredek slovenskih dežel.
Zoisovo lastno književno delo, čeprav dokaj obsežno, ni v celoti ohranjeno. V slovenščino je prevajal italijanske operne arije in pisal lahkotne alpske poskočnice, znan pa je tudi njegov prevod Lenore Gottfrieda Augusta Bürgerja. Zois je iz svojega neuspeha zaključil, da slovenščina enostavno ni dovolj bogat in vzvišen jezik, da bi bila v njem lahko napisana taka umetnina. Nasprotno je dokazal France Prešeren, ko je nekaj desetletij kasneje sam ustvaril ustrezen prevod te pesmi. Zois je začetnik slovenske književne kritike. Zelo pomembno delo so njegova pisma Valentinu Vodniku. 
Zois se je navduševal nad zoologijo, botaniko ter predvsem nad mineralogijo. Svojim delavcem v fužinah je naročal, naj zbirajo »zanimive kamne«, nekatere primerke pa je dobival tudi iz tujine. Njegova zbirka je ohranjena v Prirodoslovnem muzeju Slovenije.
Po njem je poimenovan zelo zanimiv in barvit mineral – cojzit, njegova afriška varianta pa se imenuje tanzanit (po državi Tanzaniji).
Ukvarjal se je tudi z ornitologijo. NUK hrani dva zvezka Zoisovih ornitoloških zapiskov: Ornitološki dnevnik (Ornithologisches Journal) in imenik s slovenskimi imeni ptic Nomenclatura carniolica. Slednji je za slovensko ornitološko terminologijo zelo pomemben, saj so tu prvič sistematično zapisana slovenska imena za večino tedaj znanih vrst ptic na Kranjskem.
Vse to znanje je Zois gradil z načrtnim zbiranjem gradiva za svojo zasebno knjižnico. V tem času jo je uspel povzdigniti v eno izmed največjih tovrstnih knjižnic na Kranjskem. Gradivo je načrtno zbiral na svojih potovanjih po tujini in ga odkupoval na raznih zapuščinskih dražbah ter s tem tudi reševal avtorje, ki bi sicer utonili v pozabo.

## Žiga Zois kot književna oseba
O Žigi Zoisu govori biografski roman Najbogatejši Kranjec Tite Kovač. Njegovo vlogo v slovenskem razsvetljenskem gibanju je v komediji Kranjski komedijanti prikazal Bratko Kreft.

## Priznanja in odlikovanja
kompturski križ reda Leopolda
Zaradi svojih zaslug je bil Zois izvoljen za častnega člana Filharmonične družbe v Ljubljani.